# Морки
Мо́рки (рос. Морки, марій. Морко) — селище міського типу, центр Моркинського району Марій Ел, Росія. Адміністративний центр Моркинського міського поселення.

## Населення
Населення — 9914 осіб (2010; 9686 у 2002).